# Dehesa de Montejo
Dehesa de Montejo es una localidad, una pedanía y también un municipio de la provincia de Palencia (Castilla y León, España).

## Geografía
En la comarca de la Montaña Palentina, en el Noroeste de la provincia.
Su término municipal también comprende las localidades de:

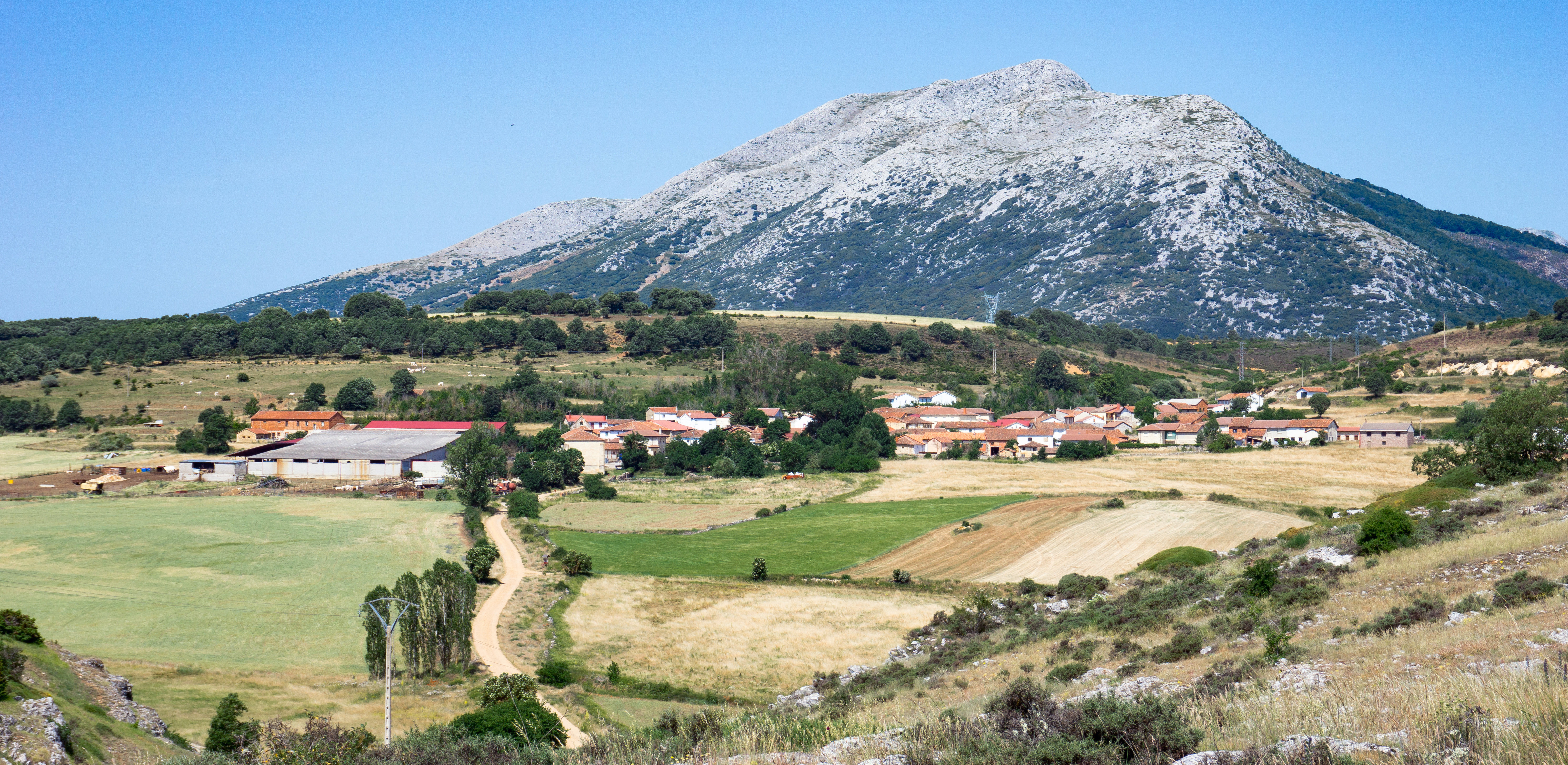
Panorámica de la localidad

- Colmenares de Ojeda.
- La Estación
- Vado.

## Geografía humana

### Demografía
Cuenta con una población de 135 habitantes (INE 2024).
| Gráfica de evolución demográfica de Dehesa de Montejo entre 1842 y 2021 |
| |
| Población de derecho según los censos de población del INE Población de hecho según los censos de población del INEEntre el censo de 1857 y el anterior, crece el término del municipio porque incorpora a 345031 (Colmenares) y 345124 (Vado) |

| 1900 | 1910 | 1920 | 1930 | 1940 | 1950 | 1960 | 1970 | 1981 | 1991 | 2014 | 2018 |
| 667  | 729  | 759  | 811  | 792  | 817  | 849  | 549  | 392  | 338  | 136  | 136  |